# فالكيريا كرونكلس (لعبة فيديو)
فالكيريا كرونكلس (بالإنجليزية:Valkyria Chronicles) (باليابانية:戦場のヴァルキュリア)، هي لعبة فيديو التي أنتجها وطورها ونشرها شركة سيجا اليابانية، صدرت في الأسواق سنة 2008، والتي تعمل لمنصات بلاي ستيشن 3 ومايكروسوفت ويندوز، وتم إعادة إصدارها على منصة بلاي ستيشن 4 سنة 2016، وسيصدر اللعبة على منصة نينتندو سويتش في وقت لاحق.

## المواقع الخارجية
- Valkyria Chronicles official website (باليابانية)
- Official anime website (باليابانية)
- فالكيريا كرونكلس على موقع IMDb (الإنجليزية)